# Adolf Fredriks vokalensemble
Adolf Fredriks vokalensemble, är en arvoderad gudstjänstkör i Adolf Fredriks församling i Stockholm under ledning av professor Anders Eby. Ensemblen har sexton medlemmar.